# Рощино (Ярославская область)
Рощино — посёлок сельского типа в Даниловском районе Ярославской области России. Входит в состав Даниловского сельского поселения.

## История
В 1968 г. указом президиума ВС РСФСР поселок при Даниловском льнозаводе переименован в Рощино.

## Население
| 2007 | 2010 |
| ---- | ---- |
| 290  | ↘240 |